# Bazylika św. Jana w Berlinie
Bazylika św. Jana w Berlinie (niem. Johannes-Basilika (Berlin)) – siedziba biskupa ordynariatu polowego Niemiec. Mieści się w dzielnicy Neukölln, przy Lillenthalstraße.
Wybudowana w latach 1894-1897 w stylu neoromańskim według projektu architekta Augusta Menkena jako kościół garnizonowy. Jest największym kościołem katolickim w Berlinie. Od 1906 posiada godność bazyliki mniejszej. Od 2005 jest kościołem katedralnym biskupa polowego Niemiec. Od 2004 jest siedzibą Polskiej Misji Katolickiej.